# Урманаево (Татарстан)
Урмана́ево (тат. Урманай) — село в Азнакаевском районе Республики Татарстан Российской Федерации. Административный центр Урманаевского сельского поселения.

## Географическое положение
Село расположено в Восточном Закамье на реке Стярле, в 17 км к востоку от города Азнакаево.

## История
Село являлось поселением башкир-вотчинников Юрмийской волости и тептярей. Предположительно, первопоселенцем села являлся глава башкир-вотчинников Юрмийской волости, старшина Урманай Уразаев.
В материалах IV ревизии (1782 г.) в деревне Новые Урманлы был учтён 1 тептяр команды Яхии Якупова. Еще 23 тептяря мужского пола, входившие в команду старшины Нагайбака Асанова, были учтены в деревне Старо Урманаева. 

## Население
Изменение численности населения. Источник.
| 1795 | 1822 | 1859 | 1889 | 1897 | 1910 | 1920 | 1926 | 1938 | 1949 | 1958 | 1970 | 1979 | 1989 | 2002 | 2010 | 2015 |
| ---- | ---- | ---- | ---- | ---- | ---- | ---- | ---- | ---- | ---- | ---- | ---- | ---- | ---- | ---- | ---- | ---- |
| 101  | 144  | 886  | 1258 | 1373 | 1277 | 1658 | 1268 | 1093 | 774  | 529  | 565  | 402  | 608  | 619  | 607  | 610  |

Национальный состав
Согласно результатам переписи 2002 года, в национальной структуре населения татары составили 96%.

## Религиозные объекты
В 1999 году в селе начала действовать мечеть.

### Комментарии
1. ↑  Расстояние измерено с помощью инструментария Яндекс.Карты
2. ↑  души мужского пола